# La Vérité sur Marie
La Vérité sur Marie est un roman de Jean-Philippe Toussaint paru le 17 septembre 2009 aux éditions de Minuit et ayant reçu le prix Décembre la même année.

## Historique
La Vérité sur Marie est le troisième volet du « Cycle de Marie », intitulé Marie Madeleine Marguerite de Montalte,, composé de quatre volets : Faire l'amour, en 2002 ; Fuir en 2005 ; La Vérité sur Marie en 2009 ; et Nue, en 2013.
Ce roman a fait partie de l'ultime sélection au prix Goncourt 2009 ne recueillant finalement que deux voix contre cinq à Trois Femmes puissantes de Marie NDiaye, la lauréate. Il reçoit toutefois le prix Décembre le 3 novembre 2009 puis le prix triennal du roman (de la Communauté française de Belgique) en 2013.

## Éditions
- Les Éditions de Minuit, 2009  (ISBN 2707320889).
- Les Éditions de Minuit, collection « Double » no 92, 2013  (ISBN 978-2707323224).
- M.M.M.M., « Cycle de Marie » complet, Les Éditions de Minuit, 2017  (ISBN 9782707343888).